# 訃報 1997年2月
訃報 1997年2月（ふほう 1997ねん2がつ）では、1997年（平成9年）2月中に物故した、又は物故が報じられた人物についてまとめる。

## （1日 - 14日）

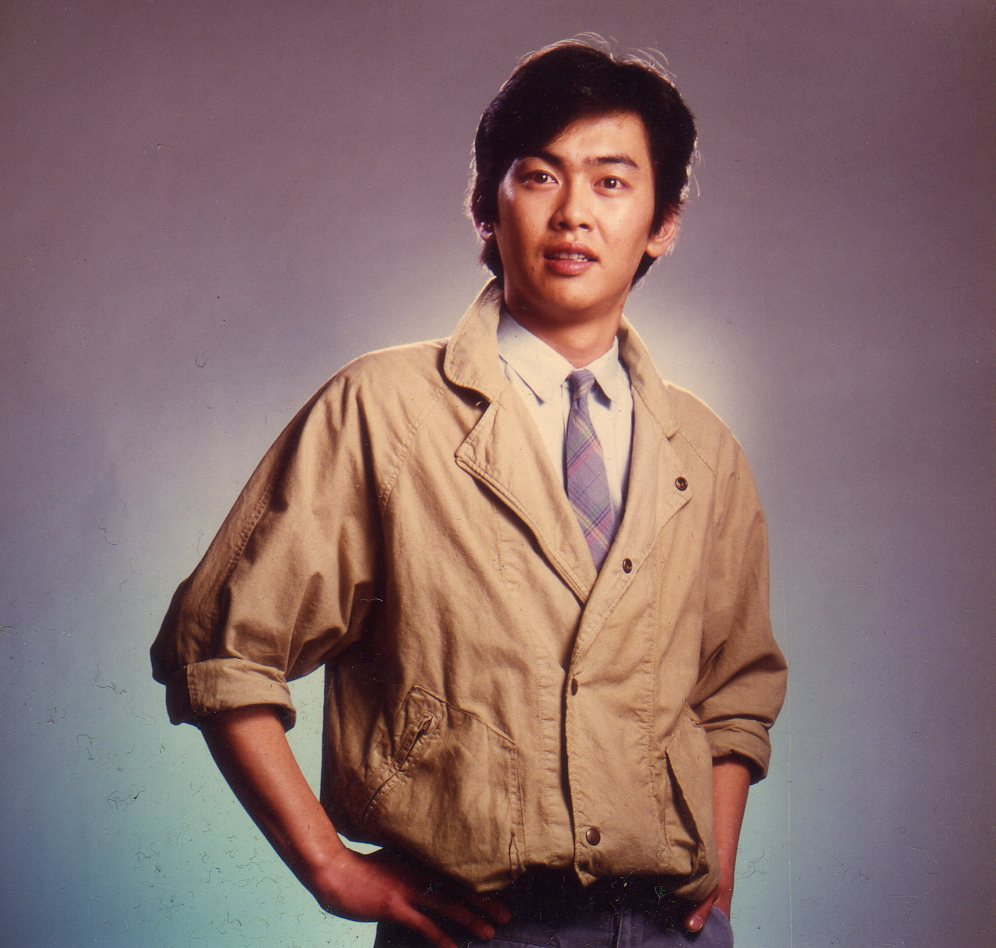
森宙太／2月1日没

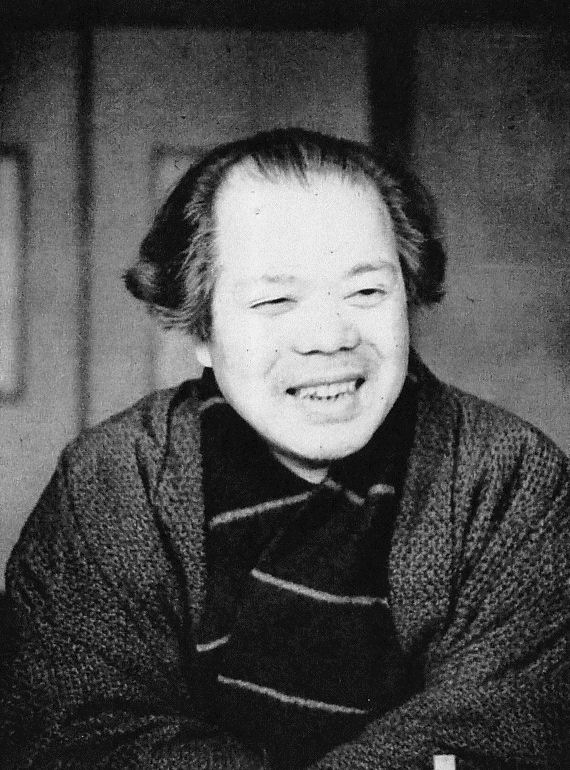
与田凖一／2月3日没

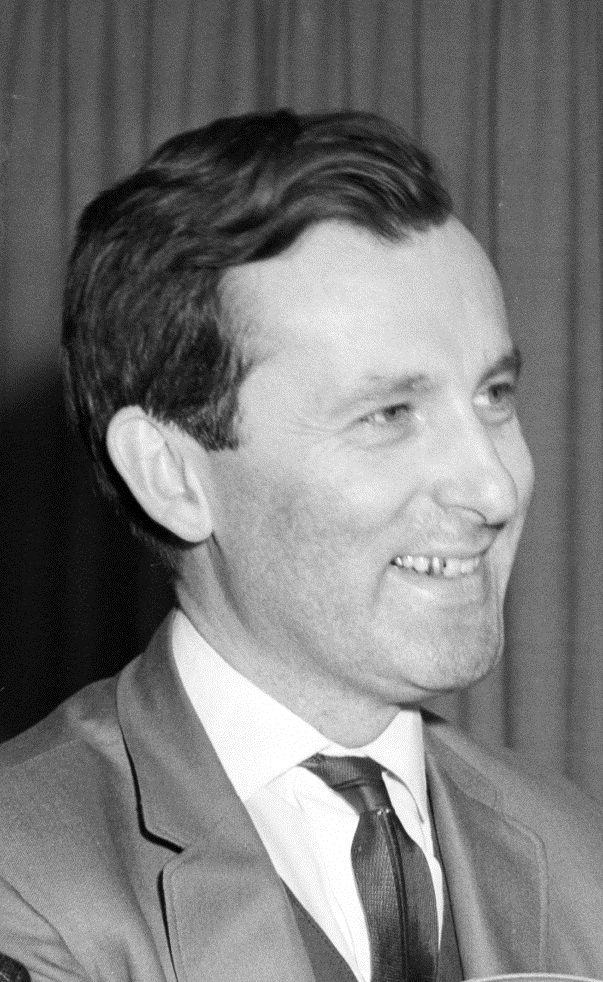
ダニイル・シャフラン／2月7日没

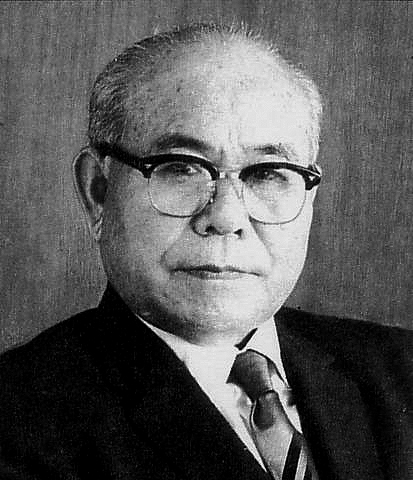
屋良朝苗／2月14日没

- 2月1日 - 篠田康雄、神職（* 1908年）
- 2月1日 - 森宙太、タレント（* 1960年）
- 2月3日 - 与田凖一、児童文学者・詩人（* 1905年）
- 2月3日 - 橘家三蔵、落語家（* 1937年）
- 2月5日 - 中田ラケット、漫才師（* 1920年）
- 2月6日 - 宇野錦次、プロ野球選手（* 1917年）
- 2月7日 - ダニイル・シャフラン、チェリスト（* 1923年）
- 2月11日 - 小島禎二、プロ野球選手（* 1927年）
- 2月14日 - 屋良朝苗、政治家・教育者、沖縄県知事（* 1902年）

## （15日 - 28日）

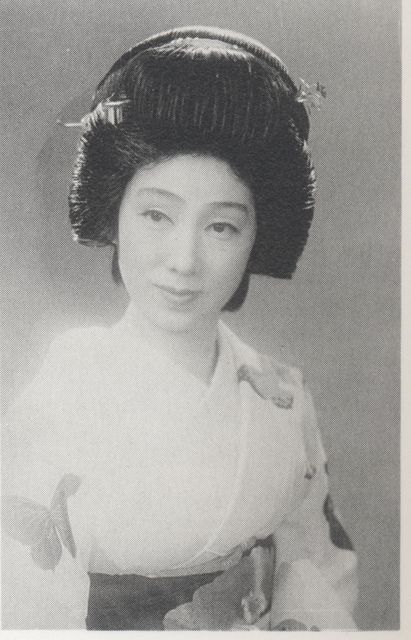
市丸／2月17日没

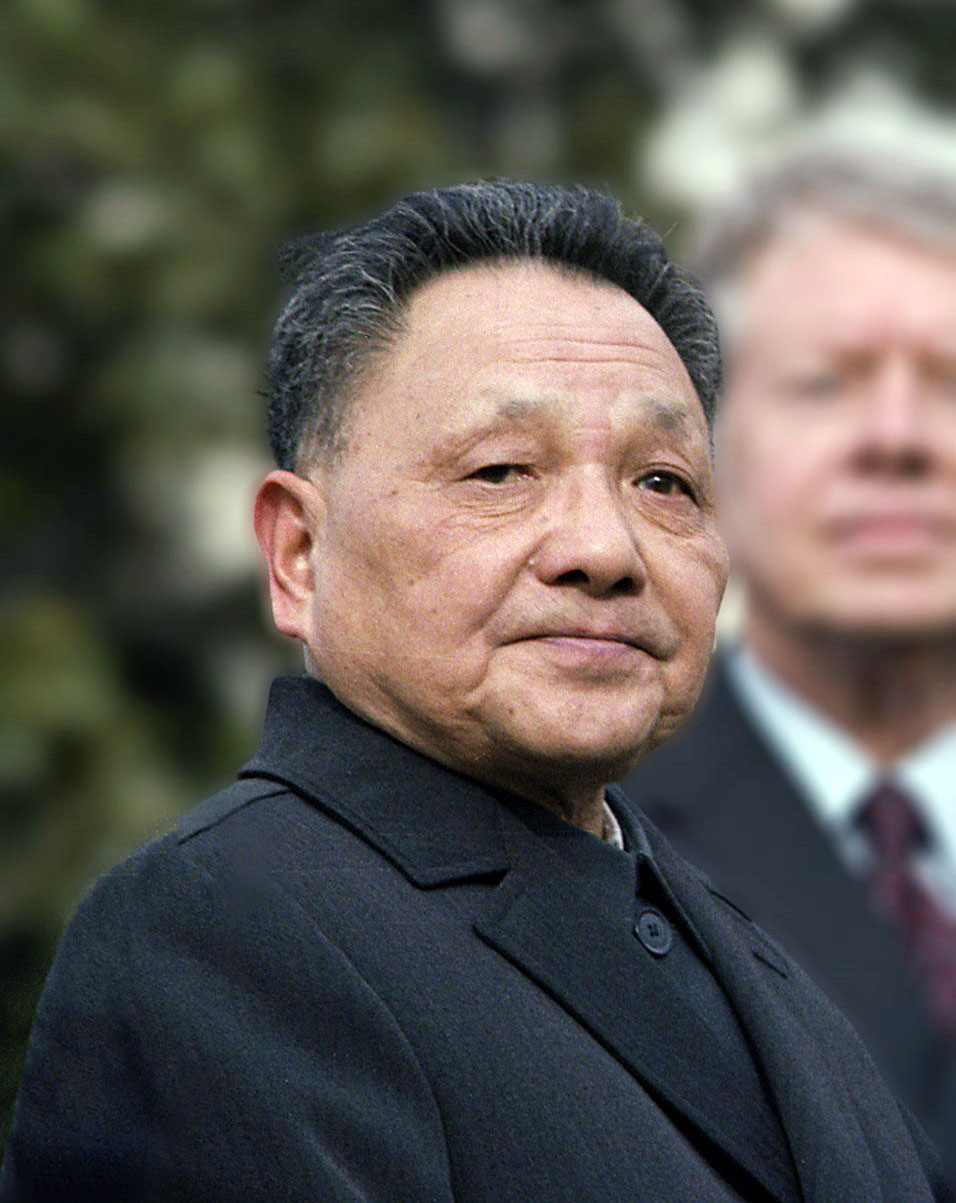
鄧小平／2月19日没

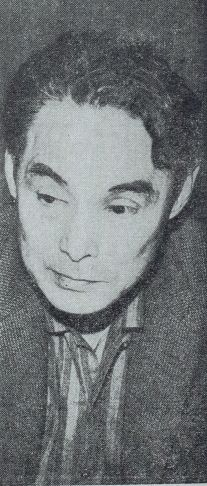
埴谷雄高／2月19日没

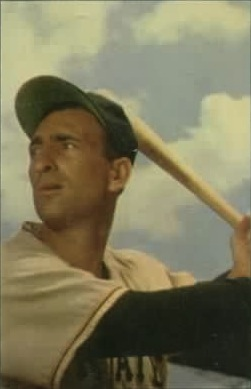
カル・エイブラムス／2月25日没

- 2月16日 - 堀込基明、元プロ野球選手（* 1939年）
- 2月17日 - 市丸、芸者・歌手（* 1906年）
- 2月18日 - 岩井章、労働運動家（* 1922年）
- 2月18日 - 白雄山昇、元力士（*1928年）
- 2月19日 - 鄧小平、中国指導者（* 1904年）
- 2月19日 - 埴谷雄高、小説家（* 1909年）
- 2月19日 - ダヴィッド・アシュケナージ、ピアニスト・コンサートマスター・作曲家（* 1915年）
- 2月21日 - 樋口清之、考古学者・歴史作家（* 1909年）
- 2月25日 - カル・エイブラムス、メジャーリーガー（* 1924年）
- 2月25日 - イ・ハニョン、活動家（* 1961年）